# Montserrat Colomé i Pujol
Montserrat Colomé i Pujol (Barcelona, 5 de febrer de 1956) és una ballarina, coreògrafa i mestra de dansa catalana. L'any 1986 formà part del primer grup de ballarins que impulsaren la creació de la primera Associació Professional de Dansa de Catalunya (APDC), de la qual va ser presidenta durant vuit anys, al llarg dels quals va lluitar pel reconeixement de la professió.

## Trajectòria
Montse Colomé comença a ballar a l'Esbart de l'Orfeó Gracienc. El 1975 munta amb Ramon Colomina el duet Colomina-Colomé, bailarines de claqué, que ha continuat amb diferents intermitències. El 1978 es diploma en dansa espanyola a l'Institut del Teatre. A continuació estudia dansa jazz a l'estudi d'Anna Maleras i assisteix als Stages Internacionals de Dansa Moderna i Jazz organitzats per aquesta escola a Palma a la dècada dels setanta.
El 1980 participa en el projecte La Fàbrica impartint classes de jazz. El 1986 inicia la col·laboració com a coreògrafa i directora de moviment amb el músic Carles Santos i la companyia Comediants, i s'encarrega de la direcció coreogràfica dels grans esdeveniments d'aquesta companyia, com ara les cerimònies de clausura dels Jocs Olímpics de Barcelona (1992), Exposició de Sevilla (1992), Exposició de Lisboa (1998) i el St. Patrick's Festival d'Irlanda.
El 1992, juntament amb Lola Puentes, munta el duet Ola & Tsé i intervé a diferents espais teatrals de Barcelona, com ara el Mercat de les Flors o el Festival de Sitges. Aquest mateix any viatja a Nova York, on roman dos anys estudiant a l'escola Alvin Ailey. A la tornada a Barcelona comença a impartir regularment classes de jazz a La Fàbrica, a l'estudi d'Anna Maleras i a l'estudi de Diola Maristany, i forma part del grup Acord, dirigit per Maristany. El 1995 forma part del col·lectiu que engega el projecte La Caldera a la vila de Gràcia. El 1996, juntament amb Ona Mestre i Ana Eulate, rep el Premi de la Crítica Teatral de Barcelona per l'espectacle Brossa a la porta.
A partir del 1998 inicia una nova etapa com a coreògrafa i ajudant de direcció per a espectacles d'òpera i teatre de text i col·labora en diferents espais com el Liceu, el Teatro de la Zarzuela de Madrid, l'Opéra de París o el Piccolo de Milà, al costat de reconeguts directors com ara L. Pasqual, J. M. Mestres, G. Lavaudant, R. Duran, L. Homar, P. Roca, J. Prat o P. A. Gómez.
El 2006, juntament amb tots els membres fundadors de La Caldera, recull el Premi Nacional de Dansa 2006, atorgat a aquest centre de creació. Des del 2008 s'ocupa d'un projecte de recuperació de la memòria recent de la dansa a Catalunya, amb el Mercat de les Flors i l'associació La Caldera, que va fundar.
També ha participat en la recuperació de coreografies com la del ballet Ariel, de Robert Gerhard, dut a terme a Valls el 2011 amb tres-cents escolars en escena, textos de J. V. Foix i escenografia de Joan Miró. Ha treballat amb nombrosos directors teatrals (Joan Font, de Comediants, Lluís Pasqual, Josep M. Mestres, Xavier Albertí, Rafael Duran, etc.) i ha coreografiat musicals i òperes (Gran Teatre del Liceu de Barcelona, Capitol de Toulouse, Teatro de la Zarzuela, Walsh National Opera).
Els seus darrers treballs han estat la coreografia "BCN Balla" per a les Festes de la Mercè de Barcelona, l'ajudantia de direcció de "Perséfone" de la companyia Comediants, estrenat al Teatre Lliure i la coreografia de Le Nozze di Figaro al Gran Teatre del Liceu.
L'any 2025 va rebre la Creu de Sant Jordi atorgada per la Generalitat de Catalunya com a reconeixement a la seva tasca.